# Forsythie

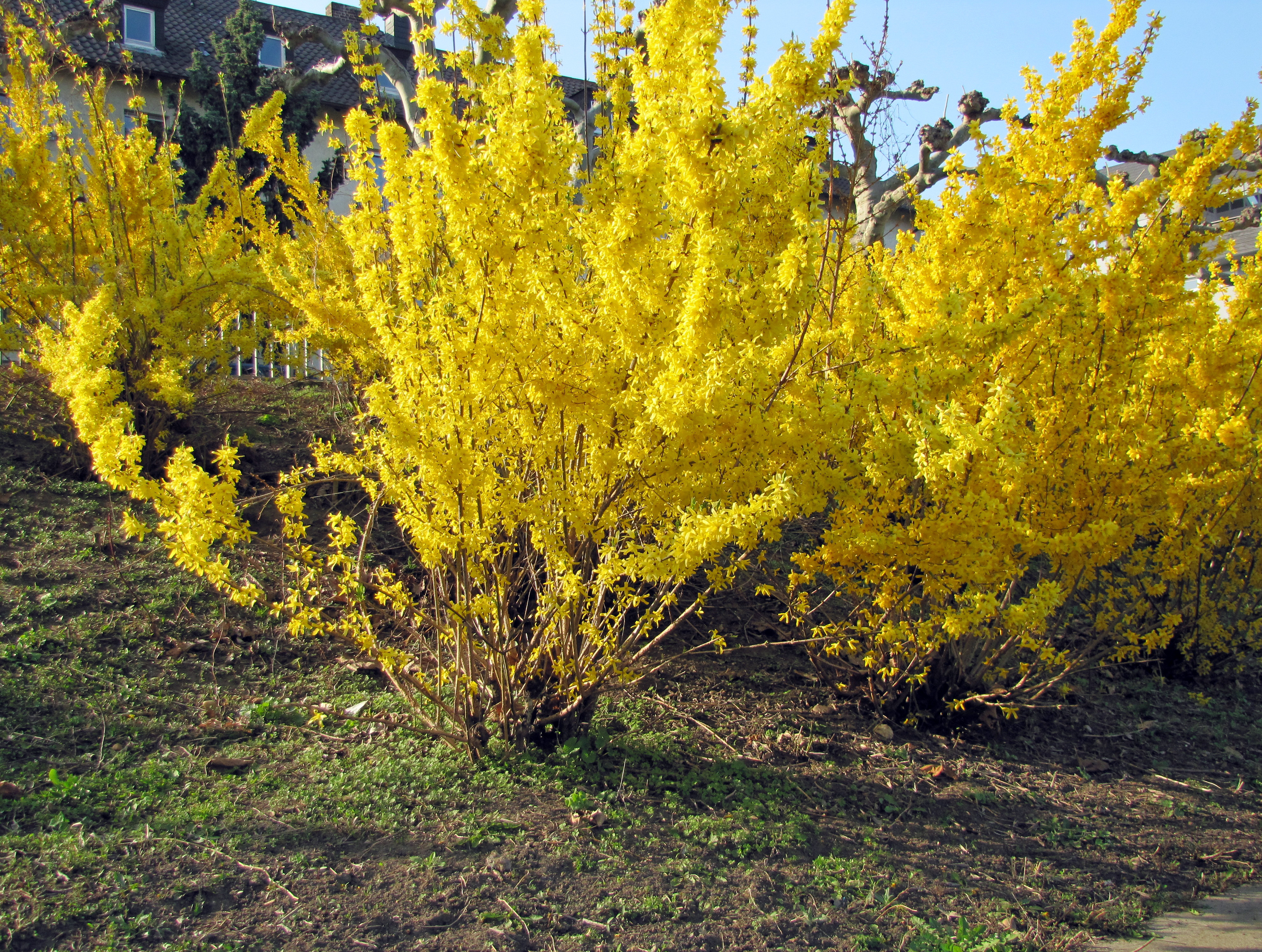
Hybrid-Forsythie (Forsythia × intermedia)

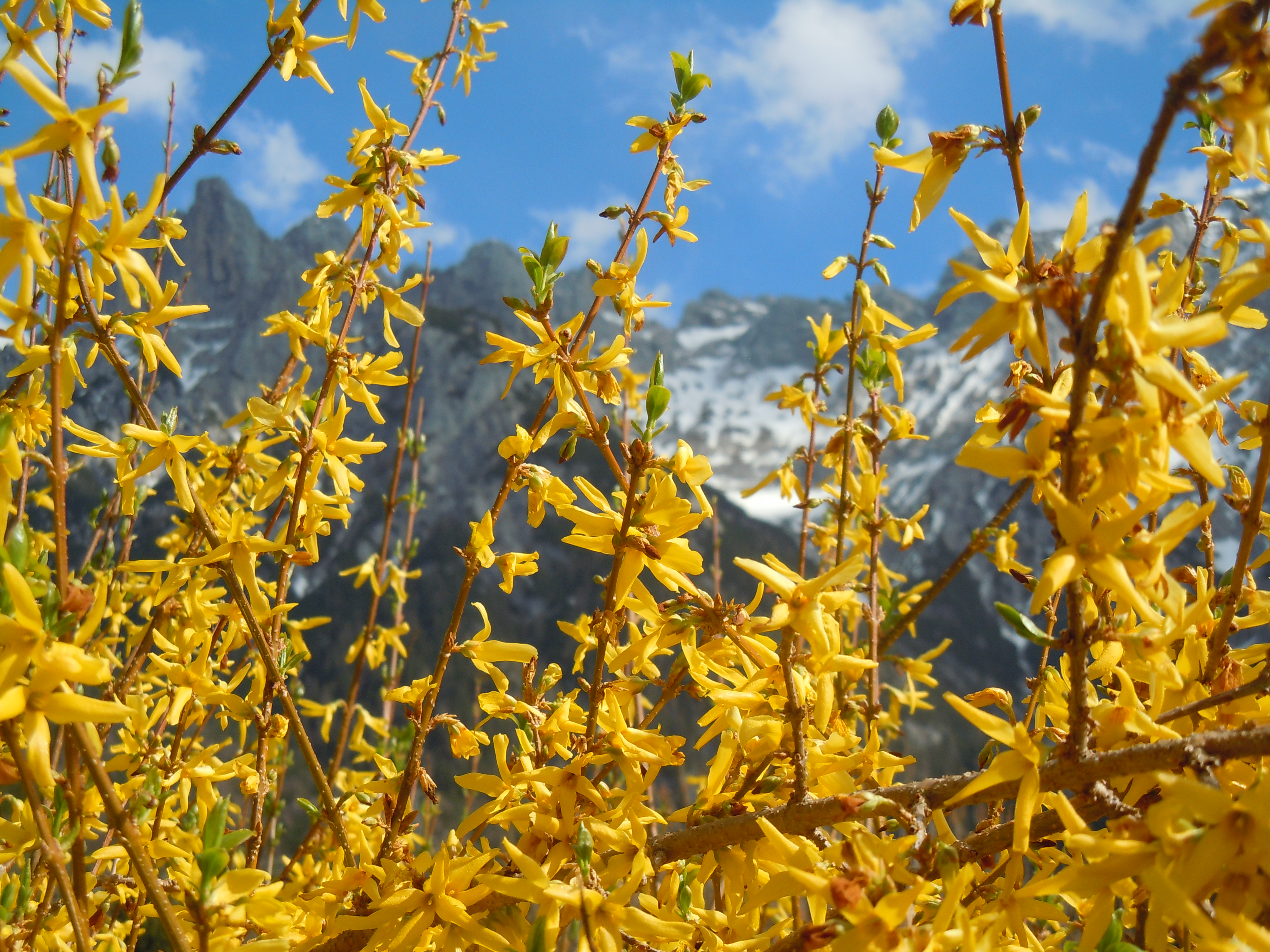
Forsythienäste

Die Forsythie (Forsythia × intermedia  Zabel), auch Garten-Forsythie, Goldflieder oder Goldglöckchen (in Süddeutschland selten auch Stangenblüter) genannt, ist ein häufig gepflanzter Zierstrauch. Es handelt sich um eine Hybride zweier Arten aus der Gattung der Forsythien. Diese gehört zur Familie der Ölbaumgewächse (Oleaceae).

## Beschreibung
Der Strauch wächst aufrecht und erreicht eine Höhe von drei bis vier Metern. Die gelben Blüten erscheinen noch vor dem Blattaustrieb im Frühjahr, je nach Sorte von März bis Mai. Die Blütenknospen bilden sich nur an den letztjährigen Zweigen. Die oval-länglichen Blätter treiben dann nach der Blüte. Im Herbst färben sich die Blätter gelblich-grün; selten gibt es auch eine weinrote Herbstfärbung.

## Blüte
Der Klimawandel wirkt sich auf die Blütezeit der Forsythie aus. So setzt unter dem Eindruck der fortschreitenden globalen Erwärmung die Forsythienblüte tendenziell immer früher ein. Während die Forsythie in den frühen 1950er-Jahren etwa in Norddeutschland im Mittel noch Anfang/Mitte April ihre Blütezeit hatte, so hat sich dieser Zeitraum dort mittlerweile auf Ende März vorverlagert. Im Rheinland blühte sie im Jahr 2020 bereits Ende Februar. Die Wissenschaft des Messens von Klimaveränderungen durch Beobachtungen von Pflanzen und Tieren nennt man Phänologie. Die Forsythie ist hierbei eine der phänologischen Zeigerpflanzen, welche europaweit in phänologischen Programmen häufig auch durch die Methode Citizen Science erfasst werden.

## Analytik
Zur qualitativen und quantitativen Bestimmung einzelner Inhaltsstoffe der Pflanze kommt nach angemessener Probenvorbereitung die Kopplung der Gaschromatographie oder HPLC mit der Massenspektrometrie zur Anwendung. 
Als Ölbaumgewächse können Forsythien auch zur Gewinnung von Biodiesel verwendet werden.

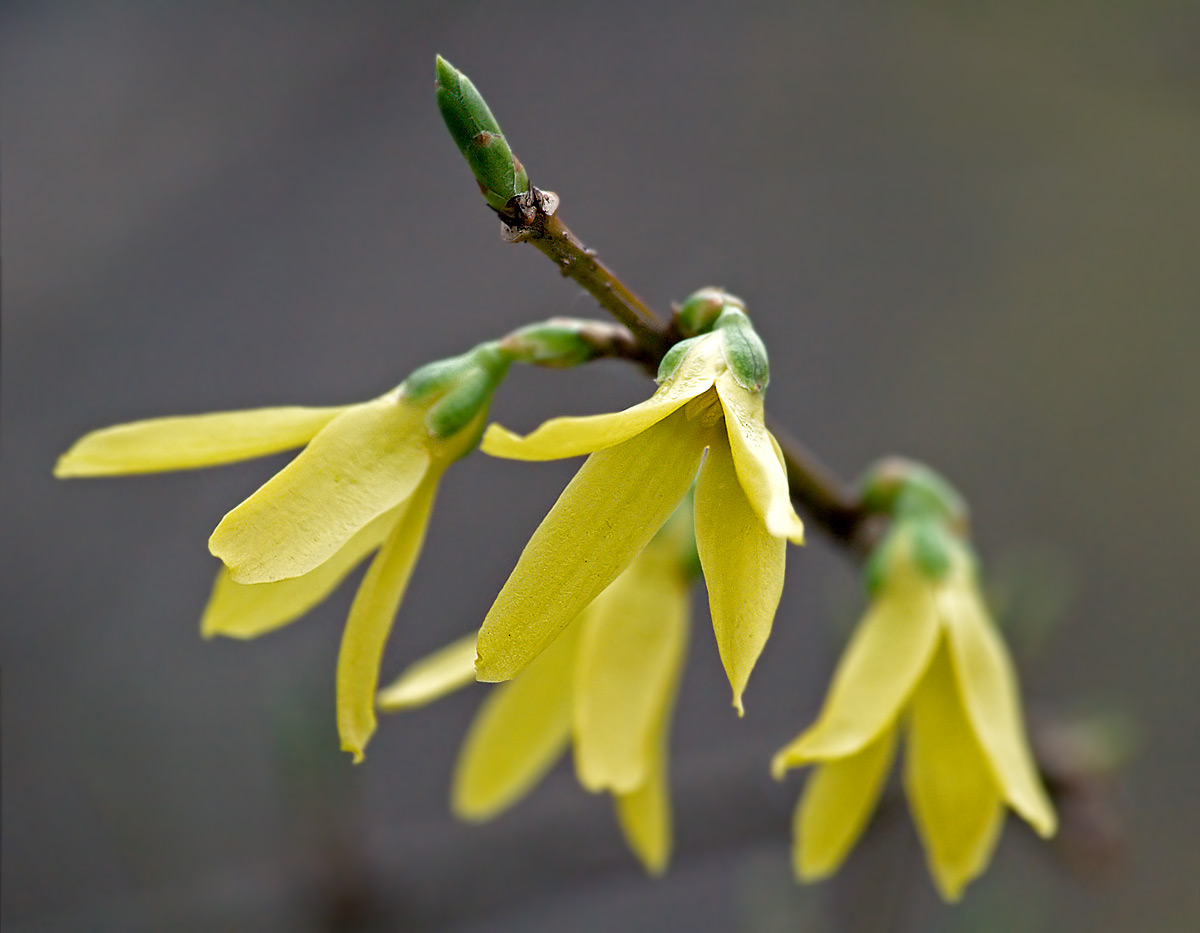
Forsythienblüten
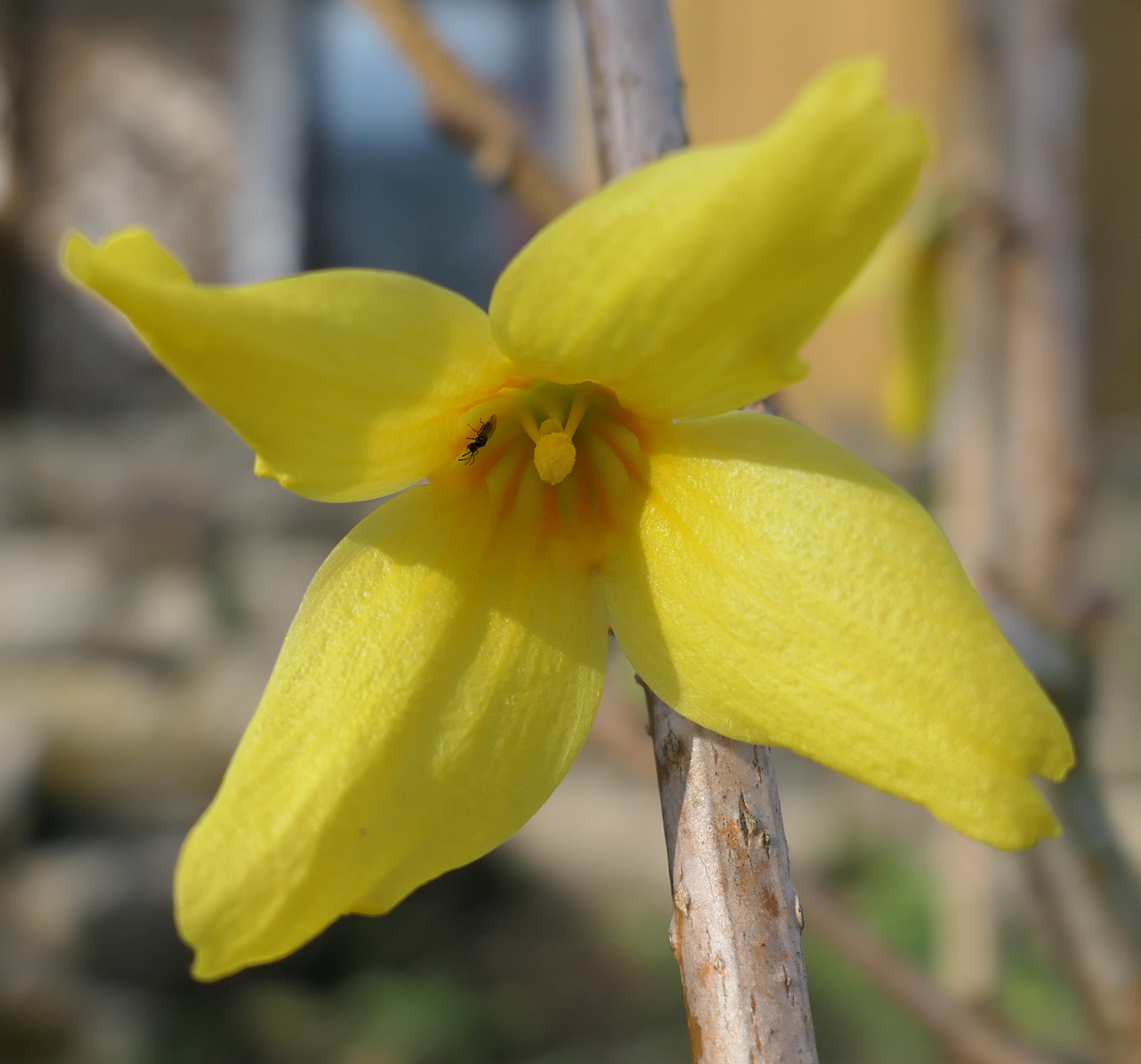
Einzelblüte der Sorte „Beatrix Farrand“

## Kultur
Die Hybride aus F. suspensa und F. viridissima wird häufig in Mitteleuropa kultiviert. Sie wird hier erst seit 1833 angepflanzt.
Häufig wird die Sorte Lynwood gepflanzt; neuere Züchtungen haben kleiner bleibende Pflanzen als Ziel.
In ökologischer Hinsicht wird die Forsythie kritisch beurteilt, da sie nur sterile Blüten ausbildet, die Insekten weder Pollen noch Nektar liefern und somit als Nahrungsquelle für Wildbienen oder Schmetterlinge weitestgehend wertlos sind. Eine Ausnahme stellt möglicherweise eine nach der bekannten US-amerikanischen Landschaftsarchitektin Beatrix Farrand (1872–1959) benannte Sorte dar, deren Blüten etwas Pollen produzieren sollen. Belastbare Angaben über ihren tatsächlichen Pollenwert sind aber bis heute nicht bekannt. Zumindest der in Mitteleuropa heimische Ligusterschwärmer (Sphinx ligustri) scheint die Forsythie jedoch als Futterpflanze im Larvenstadium angenommen zu haben.
Alle Teile der Pflanze sind gering giftig.